# Rutland Gate
Rutland Gate est une rue de la ville de Londres.

## Situation et accès

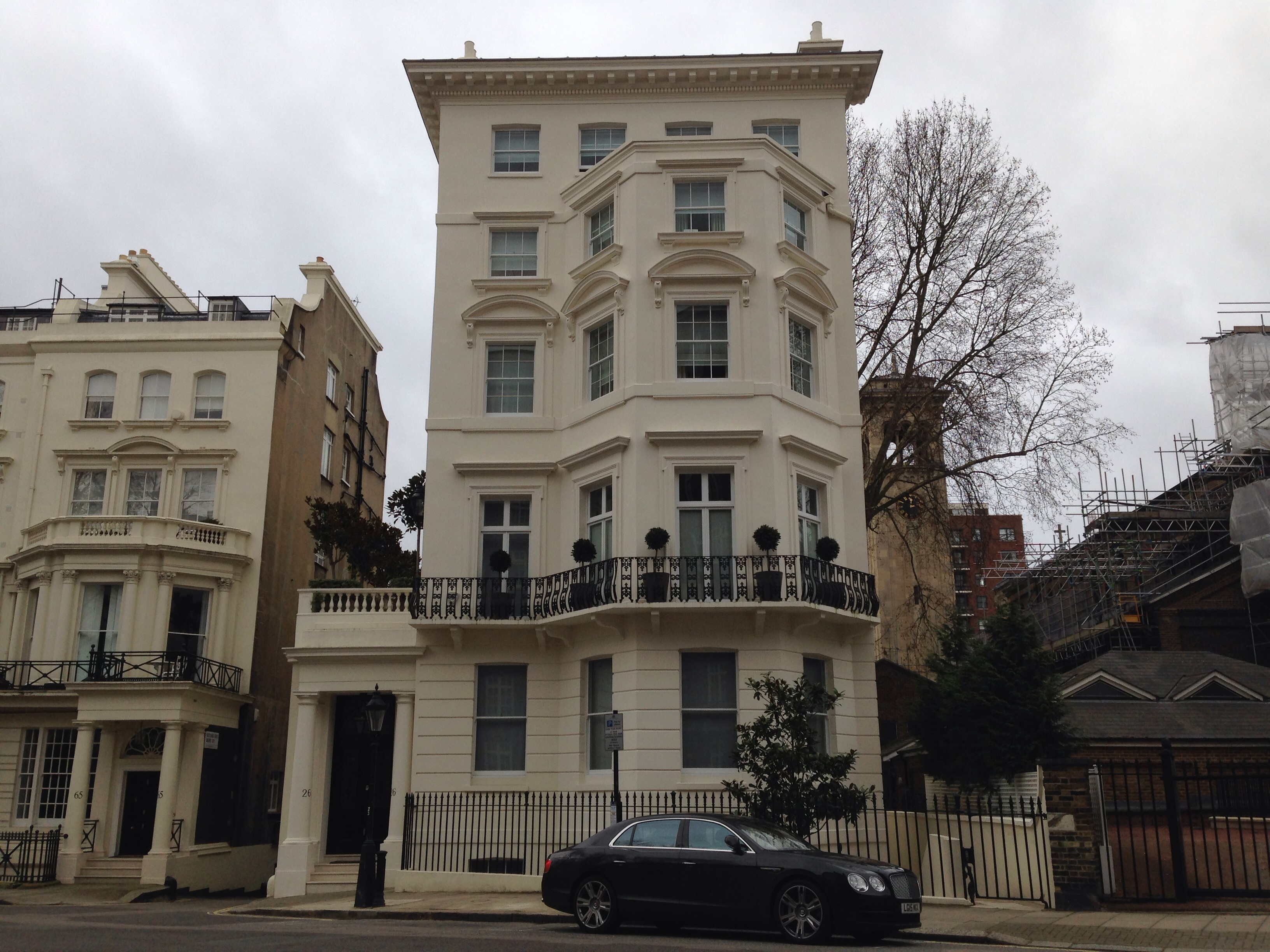
No 26.

Orientée nord-sud, longue de 310 mètres, Rutland Gate relie Kensington Road à Ennismore Street dans le quartier de Knightsbridge. La rue forme deux boucles, englobant chacune un jardin.
La station de métro la plus proche est Knightsbridge, desservie par la ligne  Piccadilly.

## Origine du nom
Elle doit son nom aux ducs de Rutland qui possédaient ici une demeure au XVIIIe siècle, Rutland House, démolie en 1836.

## Historique
Rutland Gate a été aménagée en une vingtaine d’années, après la démolition de Rutland House en 1836, par les constructeurs John Tombs, pour la partie nord de la rue, et John Elger.

## Bâtiments remarquables et lieux de mémoire

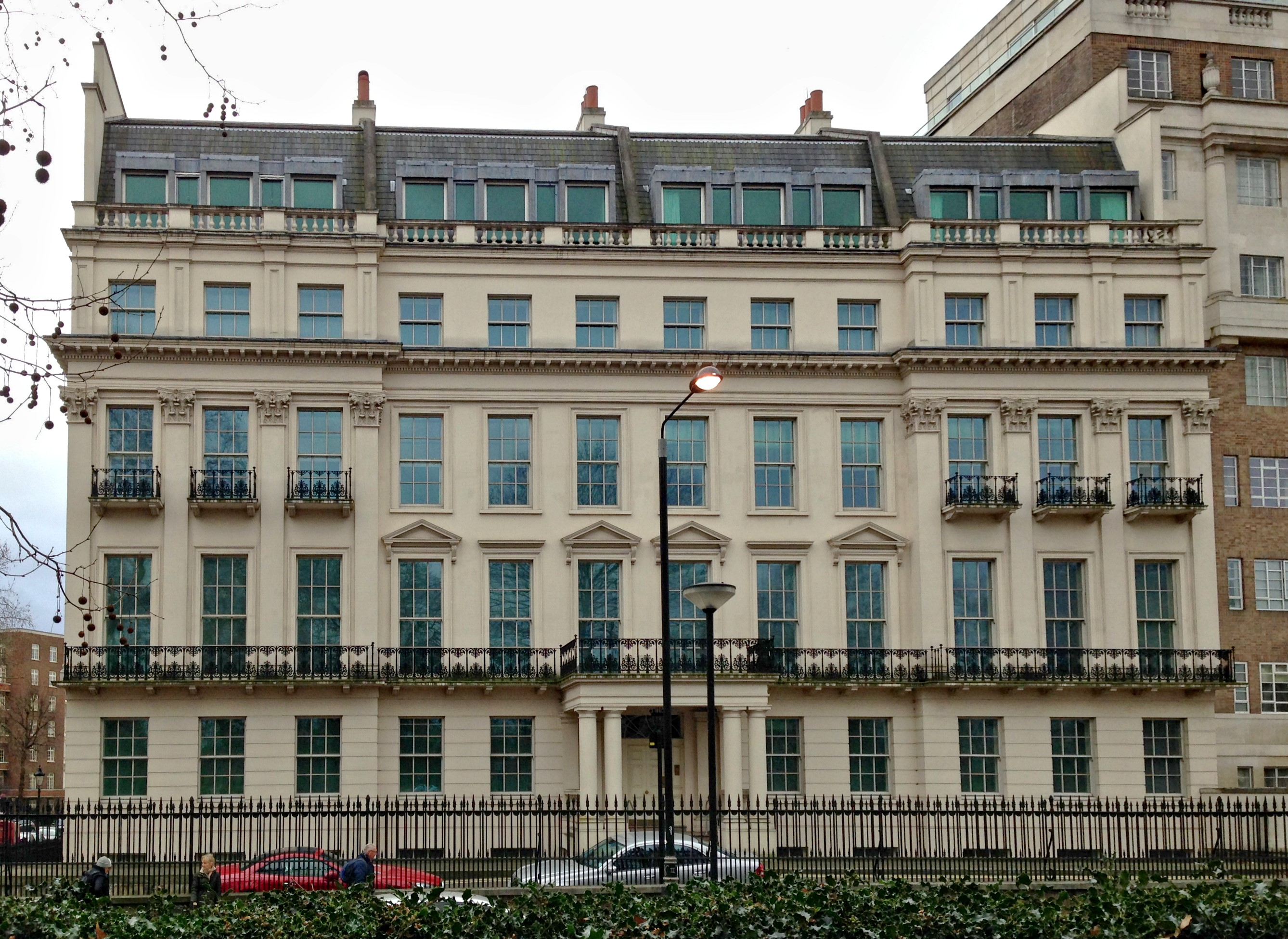
No 2-8a.

- No 2-8a : demeure de 5574 m2, 6 étages et 45 pièces, reconstruite dans les années 1985-1987 ; 68 de ses fenêtres, par ailleurs à l’épreuve des balles, donnent sur Hyde Park[3] ; la décoration intérieure a été réalisée par le cabinet Alberto Pinto entre 1992 et 1994[4] ; ancienne résidence du Premier ministre libanais Rafic Hariri, puis du prince saoudien Abdelaziz Al Saoud, elle est acquise en 2020 par le milliardaire chinois Cheung Chung-kiu pour la somme de 210 millions de livres, un prix jamais atteint dans le pays[5].

- No 26 : demeure classée de grade II construite en 1846-1847 par John Tombs ; dans les années 1920 et 1930, elle était la résidence de lord Redesdale, père des sœurs Mitford[6].

- No 42 : l’anthropologue Francis Galton (1822-1911), considéré comme le père de l’eugénisme, a vécu à cette adresse pendant 50 ans[7].